# Мич Ларкин
Мичел Џејмс Ларкин (енгл. Mitchell James Larkin; Саншајн Коуст, 9. јул 1993) аустралијски је пливач и репрезентативац. Његова специјалности је пливање леђним стилом. Вишеструки је светски првак и освајач олимпијских медаља у пливању. По избору ФИНА 2015. је проглашен за најбољег светског пливача. Студирао је на Квинскендском технолошком универзитету у Бризбејну.

## Каријера
Ларкин је почео да тренира пливање као осмогодишњи дечак, а дебитантски наступ на међународној сцени забележио је на светском првенству 2011. у Шангају. Годину дана касније по први пут је пливао и на олимпијским играма пошто је био део аустралијског олимпијског тима на ЛОИ 2012. у Лондону где се такмичио у трци на 200 леђно (и заузео 8. место у финалу). Прве веће успехе у каријери остварио је током 2014. године, прво је освојио злато и три сребра на Играма Комонвелта у Глазгову (злато на 200 леђно), а потом и злато на 100 леђно и бронзу на 200 леђно на светском првенству у малим базенима у Дохи.
Највећи успех на светским првенствима остварио је у Казању 2015. где је освојио две златне медаље у тркама на 100 и 200 леђно, те сребро у штафети 4×100 мешовито. Након што је у новембру 2015. оборио светски рекорд на 200 леђно у малим базенима (нови рекорд је био 1:45,63), ФИНА га је прогласила за најбољег светског пливача за ту годину.
По други пут је био део аустралијског олимпијског тима на ЛОИ 2016. у Рију где је наступио у три трке. У трци на 100 леђно завршио је на 4. месту у финалу, док је на дупло дужој деоници успео да освоји сребрну медаљу. Медаљом, бронзаном, окитио се и у штафети 4×100 мешовито.
На светском првенству 2017. у Будимпешти наступио је у чак пет дисциплина, укључујући и све три појединачне трке делфин стилом. Најбољи појединачни резултат остварио је у трци на 100 леђно где је заузео 6. место у финалу, на 200 леђно је био тек 15. у полуфиналу, док на 50 леђно није успео да прође квалификације. Са мушком штафетом 4×100 мешовито заузео је 9. место у квалификацијама, док је једину медаљу, и то сребрну, освојио у микс штафети 4×100 мешовито. Поред Ларкина финалну трку пливали су још и Ема Макион, Бронте Кемпбел и Данијел Кејв.
На Играма Комобвелта 2018. у аустралијском Гоулд Коусту ларкин је освојио укупно пет златних медаља (50, 100 и 200 леђно, 200 мешовито и 4×100 мешовито). На светском првенству у Квангџуу 2019. освојио је бронзану медаљу у трци на 100 леђно, а до злата је дошао у штафети 4×100 мешовито микс заједно са Метјуом Вилсоном, Емом Макион и Кејт Кемпбел.